# Ponudba in povpraševanje
Teorija o ponúdbi in povpraševánju je ena izmed temeljnih teorij mikroekonomije. Zgrajena je na modelu delnega tržnega ravnovesja. Prvotno jo je razvil Alfred Marshall in z njo poskušal pojasniti spreminjanje cene na popolnem konkurenčnem trgu v odvisnosti od spreminjanja ponudbe in povpraševanje. Ta model je le prvi približek k opisu delovanja nepopolnih, realnih trgov. Marshall je formaliziral opažanja nekaterih ekonomistov, ki so o delovanju trgov razpravljali pred njim. 
Pomen teorije ponudbe in povpraševanja za nekatere ekonomske šole je v tem, da je z njo možno prikazati učinke različnih dogodkov, med drugim tudi poslovnih ali gospodarsko-političnih odločitev na razporejanje virov. Širša teorija splošnega ravnovesja, ki sodi v področje makroekonomike, skuša razložiti bolj kompleksen sistem, kot na primer delovanje celotnega gospodarstva in združiti prikaz delovanja različnih delnih trgov in drugih načinov razporejanja gospodarskih virov. V ožji, mikroekonomski teoriji ponudbe in povpraševanja so drugi vplivni parametri ponudbe in povpraševanja (na primer prvotna lege krivulj S in D) vzeti kot zunanja danost.